# Joseph Norbert Provencher
Joseph Norbert Provencher, né le 12 février 1787 à Nicolet et mort le 7 juin 1853 à Saint-Boniface, était un prélat canadien de l'Église catholique. Il fut le premier évêque du diocèse de Saint-Boniface. En fait, son arrivée dans cette région en 1818 est considérée comme étant la naissance de l'Église catholique dans l'Ouest canadien.

## Biographie
Joseph Norbert Provencher est né le 12 février 1787 à Nicolet, fils de Jean-Baptiste Provencher, un cultivateur, et d'Élisabeth Proulx,,,. Puisque sa famille était nombreuse et n'était pas riche, il commença ses études seulement lors de l'ouverture d'une école gratuite à Nicolet en 1801. De 1802 à 1803, il étudia au collège Saint-Raphaël de Montréal avant de revenir à Nicolet. Lors de l'ouverture du séminaire de Nicolet en 1804, il y commença son cours classique et y étudia jusqu'en 1808. De 1808 à 1809, il retourna au collège Saint-Raphaël en tant que régent et y fit également des études théologiques. De 1809 à 1811, il retourna à nouveau au séminaire de Nicolet pour poursuivre ses études en théologie et pour enseigner la méthode et les belles-lettres.
Le 21 décembre 1811, il a été ordonné prêtre,,. Il fut alors nommé vicaire à la cathédrale de Québec. En 1812, il est nommé vicaire à Vaudreuil, puis, l'année suivante, à Deschambault. En 1814, il fut nommé curé de la paroisse Saint-Joachim de Pointe-Claire, puis, en 1816, curé de la paroisse de Kamouraska.
En 1817, 22 résidents de la colonie de la rivière Rouge, un établissement de la Compagnie de la Baie d'Hudson dans l'Ouest canadien, dont la population était majoritairement composée d'Irlandais et d'Écossais catholiques envoyèrent une pétition demandant un missionnaire permanent. Le gouverneur local, le comte de Selkirk, et les Métis qui résidaient dans la colonie, demandèrent également l'envoi d'un prêtre. L'archevêque de Québec, Joseph-Octave Plessis, confia cette tâche à Joseph Norbert Provencher, malgré les objections de ce dernier, incluant le fait qu'il ne parlait pas anglais. Le 19 mai 1818, il partit de Montréal, accompagné d'un autre prêtre, Sévère Dumoulin, et d'un séminariste, Guillaume Edge, à bord d'un canoe pour se rendre à la Rivière Rouge,. Le 16 juillet 1818, il arriva au fort Douglas, qui deviendra plus tard Winnipeg ; ce qui est considéré comme la naissance du catholicisme dans l'Ouest canadien. En effet, ils étaient les premiers prêtres à se rendre à la colonie de la rivière Rouge. À cause de sa grande taille, il a été surnommé le « géant de l'Ouest ».
Les trois missionnaires avaient reçu pour tâches principales d'apprendre les langues autochtones ainsi que d'évangéliser et de baptiser les Autochtones. Ils devaient également régulariser la situation des catholiques qui vivaient dans la colonie, c'est-à-dire, entre autres, de bénir les mariages de colons avec les femmes autochtones et de baptiser leurs enfants. Ainsi, ils effectuèrent 72 baptêmes en moins de deux semaines suivant leur arrivée. Le 1er novembre 1818, la première chapelle fut inaugurée et placée sous le patronage de saint Boniface.
Le 1er février 1820, il est nommé évêque auxiliaire de l'archidiocèse de Québec,,. Par la même occasion, il est nommé évêque titulaire de Juliopolis (de) en Galatie,. Le 12 mai 1822, dans l'église paroissiale de Trois-Rivières, il est consacré évêque avec l'archevêque Joseph-Octave Plessis, archevêque de Québec, comme consécrateur et les évêques Bernard-Claude Panet et Jean-Jacques Lartigue comme co-consécrateurs,,.
Lorsque le vicariat apostolique du Nord-Ouest fut créé le 16 avril 1844 par détachement de l'archidiocèse de Québec, Joseph Norbert Provencher en devint le premier vicaire apostolique,,,. Le 4 juin 1847, le vicariat apostolique du Nord-Ouest a été élevé au rang de diocèse et adopta alors le nom de diocèse de Saint-Boniface,. Joseph Norbert Provencher en devint alors le premier évêque,,,,.
Il meurt à la Saint-Boniface le 7 juin 1853 à l'âge de 66 ans,,,,,,. Il est inhumé dans la cathédrale Saint-Boniface,.